# Tiergartenbreite

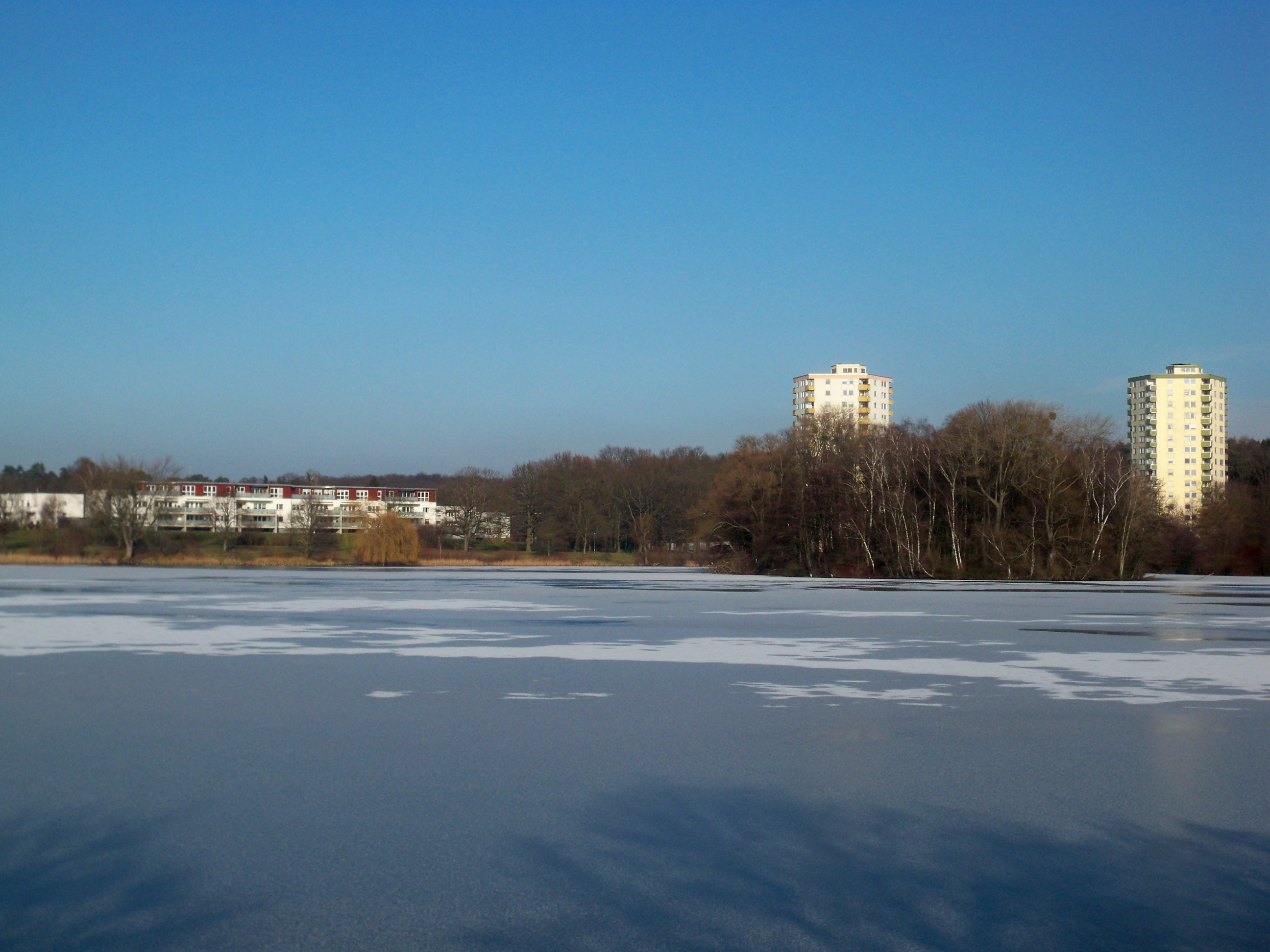
Neuer Teich mit Südostrand der Tiergartenbreite

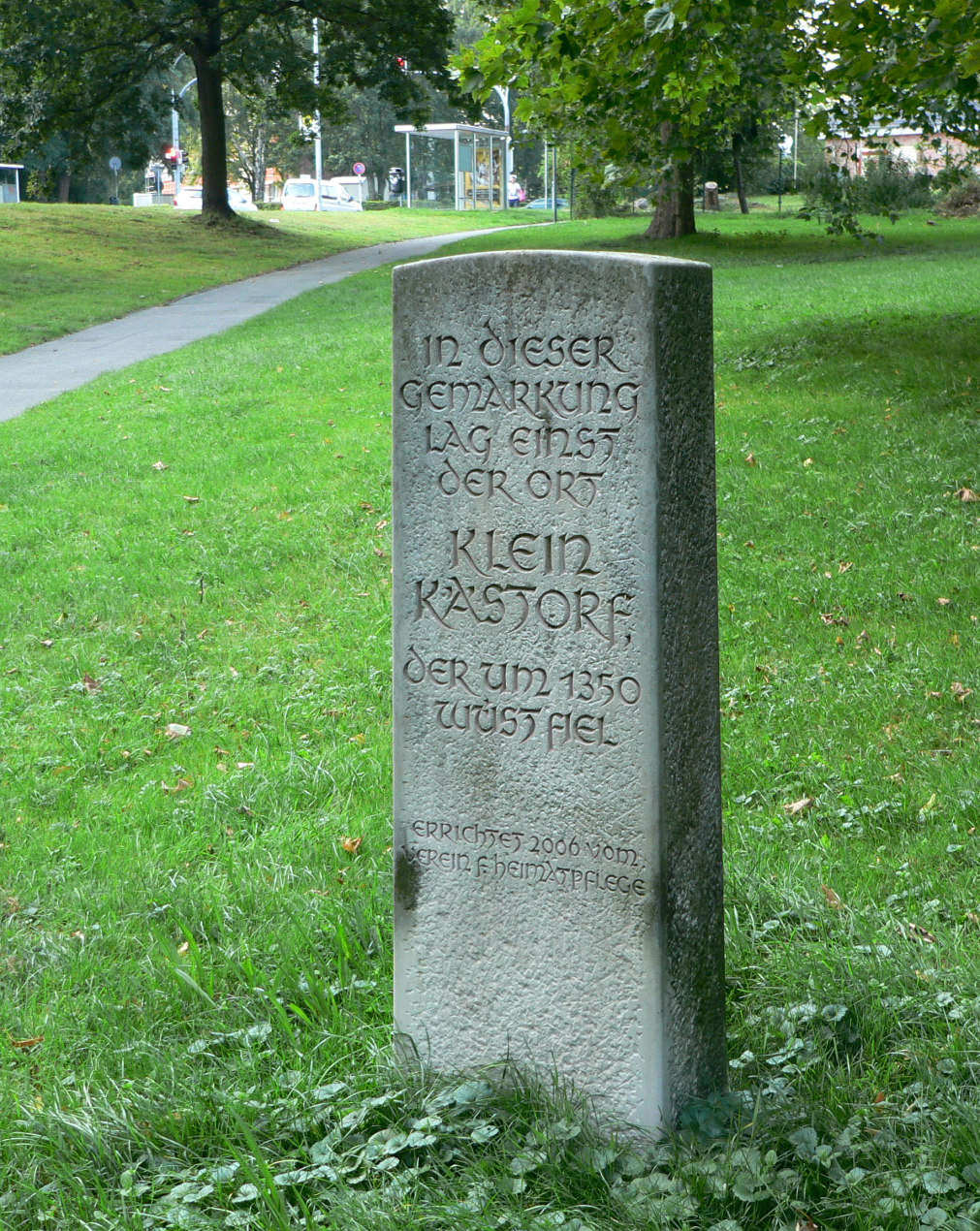
Gedenkstein für die Wüstung Klein Kästorf am Neuen Teich

Tiergartenbreite ist ein Stadtteil in der Nordstadt von Wolfsburg. Er liegt nördlich des Stadtzentrums und entstand um 1960.

## Beschreibung
Der Stadtteil besteht überwiegend aus Wohnbebauung, in Form von Mehrfamilienhäusern und Eigenheimen. Einzelhandelsgeschäfte bestehen überwiegend am Hansaplatz, dort befinden sich auch ein Mehrgenerationenhaus (Freizeitzentrum), eine Postfiliale, eine Sparkassenfiliale und Gastronomie. Der Stadtteil verfügt darüber hinaus über eine Kindertagesstätte, eine Grundschule, eine Förderschule, eine Sozialstation und ein Altenpflegeheim. Am Nordrand des Stadtteils befinden sich zwei Friedhöfe.

## Geschichte

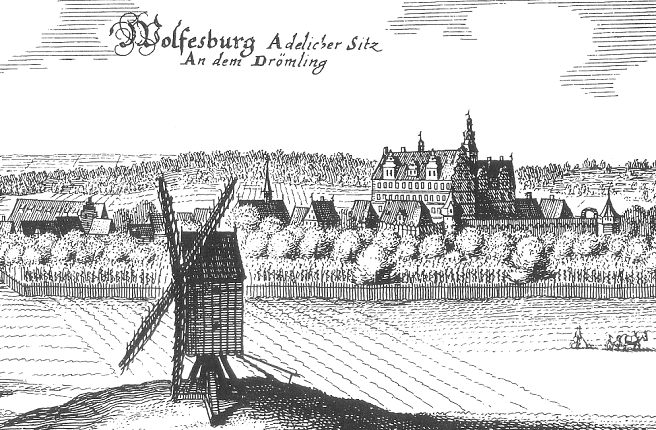
Ehemalige Windmühle

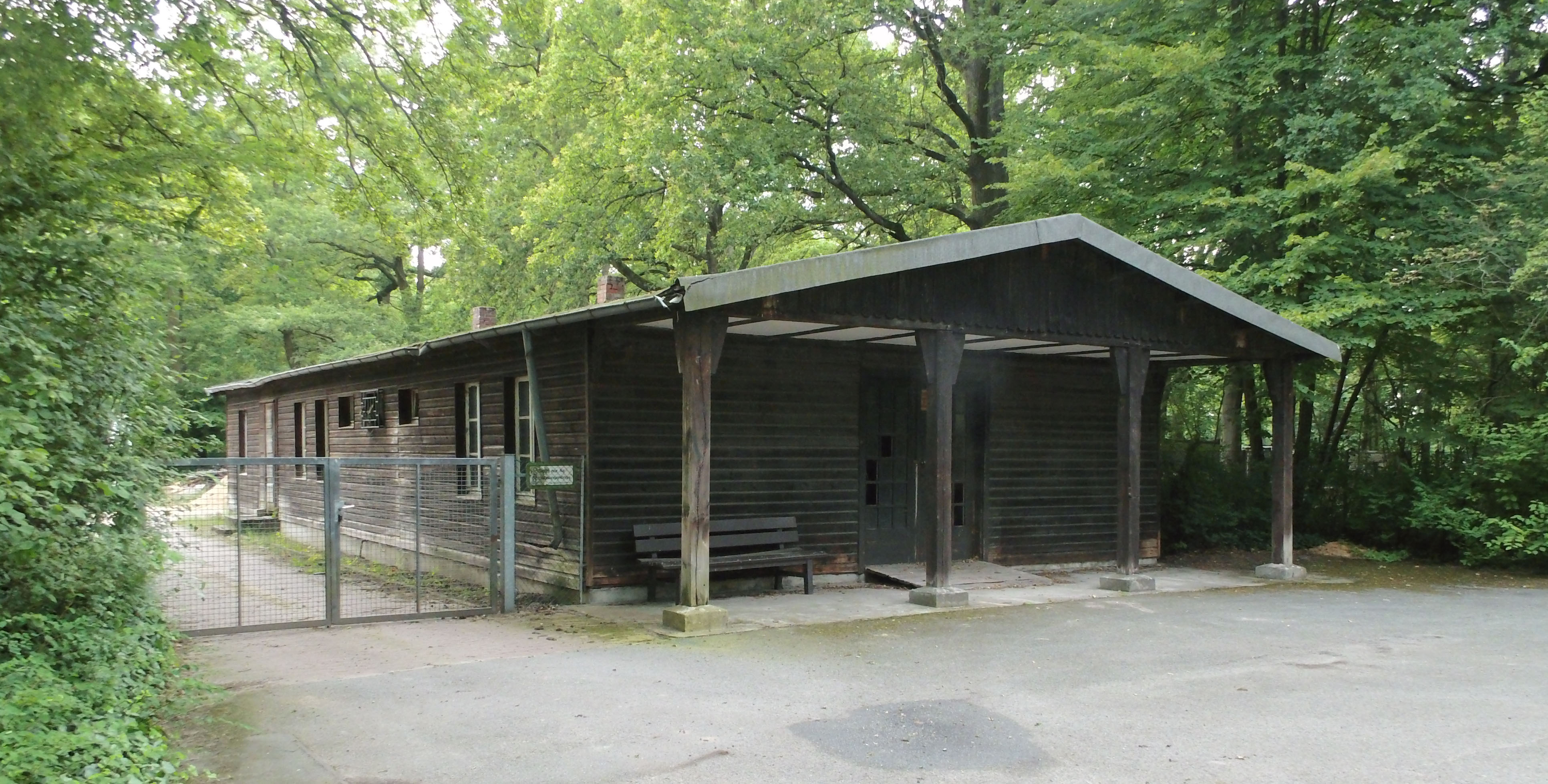
Holzbaracke auf dem Waldfriedhof

Es besteht die Vermutung, dass die Bezeichnung Tiergartenbreite auf ein umzäuntes Waldstück zurückgeht, in dem Hirsche und Rehe zum Verzehr im Schloss Wolfsburg gehalten wurden. Im Bereich des heutigen Stadtteils befanden sich auch zwei zum Gut Wolfsburg gehörende Windmühlen; eine Mühle davon, die auf dem heute bewaldeten Hügel nördlich der heutigen Hubertusstraße stand, ist auf dem Merian-Stich von Wolfsburg abgebildet. Bereits auf einem Lageplan von 1803 wird das Gebiet westlich des Neuen Teiches als Thiergarten Breite bezeichnet. Am Neuen Teich lag früher die Siedlung Klein Kästorf, die um 1350 wüst fiel. Daran erinnert ein aufgestellter Gedenkstein.
1938, im Jahr der Stadtgründung, war das Gebiet des heutigen Stadtteils Tiergartenbreite nicht bebaut. 1940 begannen Bestattungen im Umfeld des heutigen Waldfriedhofs. 1943/44 entstand der Waldfriedhof als erster neuerrichteter Friedhof der Stadt des KdF-Wagens, er wurde bis 1970 mehrmals erweitert. Die 1943 errichtete Holzbaracke auf dem Waldfriedhof, die bis 1959 auch als Kapelle diente, ist heute das älteste Gebäude des Stadtteils Tiergartenbreite und zugleich auch eine der letzten erhalten gebliebenen Holzbaracken aus den Anfangsjahren der Stadt. 1957 wurde die heutige Kapelle erbaut, und 1965 erhielt der Haupteingang seine heutige Gestaltung. Nach Kriegsende wurde für die bis dahin unwürdig bestatteten Verstorbenen osteuropäischer Herkunft der sogenannte Ausländerfriedhof angelegt, er wurde 1985 in Gedenkstätte für die Opfer der nationalsozialistischen Gewaltherrschaft umbenannt. 1947 wurde dort das Denkmal für die verstorbenen sowjetischen Gefangenen errichtet, 1970/71 erhielt dieser Friedhof seine heutige Gestalt. 1976 wurde der Nordfriedhof in Betrieb genommen, weil die Kapazität des Waldfriedhofes ausgeschöpft war.
1958 begann die Wohnbebauung, zunächst wurden die Straßenzüge südlich der Hubertusstraße (Am Lerchengarten, An der Tiergartenbreite und Hasenwinkel) errichtet. Die Hauptstraße des Stadtteils wurde nach den ehemaligen Besitzern von Schloss Wolfsburg, den Grafen von der Schulenburg, Schulenburgallee genannt, eine weitere Straße nach ihren Vorbesitzern, den Herren von Bartensleben, Bartenslebenring. In den 1960er Jahren entstanden außer weiteren Wohngebäuden unter anderem an der Werderstraße (Ecke Schulenburgallee) ein Wohnheim des Volkswagenwerkes und das Gemeindezentrum der evangelisch-lutherischen St.-Marien-Gemeinde. Beide Einrichtungen bestehen heute nicht mehr, ihre Gebäude werden anderweitig genutzt. Etwa 1962 entstanden die Einzelhandelsgeschäfte am Hansaplatz. 1962 eröffnete dort die Volksbank eine Zweigstelle, die bis 2022 bestand. 1963 war die Bebauung des Stadtteils weitgehend abgeschlossen. 1964 wurde das Postamt am Hansaplatz eröffnet, das bis 2007 bestand. 1965 folgte die Eröffnung der St.-Marien-Kindertagesstätte, 1974 das Freizeitzentrum Nord.
1990/91 wurde an der Straße Hasenwinkel ein Wohnhaus mit 18 Kleinwohnungen zur vorübergehenden Unterbringung von Aussiedlern aus Osteuropa von der Neuland Wohnungsgesellschaft erbaut, das vorher als Grünfläche nicht bebaut werden durfte. Seit 1995 erinnert östlich des Waldweges nach Hoitlingen eine Gedenkstätte mit einem Kreuz an 27 sowjetische Kriegsgefangene, die im November und Dezember 1941 dort begraben wurden. Am 22. Januar 1995 entging der CDU-Politiker Volkmar Köhler einem Sprengstoffanschlag auf sein Wohnhaus, als Täter wurden Mitglieder der linksextremen Gruppe „Antiimperialistische Zellen“ verurteilt. Im Februar 2003 wurde das Hochhaus Schulenburgallee 47 gesprengt, auf dem Grundstück wurden im Jahr 2010 von der Neuland Wohnungsgesellschaft Reihenhäuser errichtet. Im Februar 2008 wurde das evangelisch-lutherische Seniorenzentrum St. Marien eröffnet, im August 2008 im Freizeitzentrum Nord ein Mehrgenerationenhaus. 2016 eröffnete ein Atelier im ehemaligen Lebensmittelgeschäft Hoffmann, 2018 wurde die St.-Marien-Kindertagesstätte nach Plänen des Braunschweiger Architekten Thomas Möhlendick umgebaut und erweitert. Im September 2020 wurde ein nahe dem Nordfriedhof gelegener Bestattungswald in Betrieb genommen.

## Politik
Die Tiergartenbreite bildet gemeinsam mit den Stadtteilen Alt-Wolfsburg, Kreuzheide und Teichbreite die Ortschaft Nordstadt, die durch einen Ortsrat vertreten wird. Ortsbürgermeisterin ist Immacolata Glosemeyer (SPD).

## Bildung
- St.-Marien-Kindertagesstätte (Träger: Ev.-luth. Kirchenkreis Wolfsburg-Wittingen)
- Grundschule Alt-Wolfsburg (Obwohl die Schule den Namen des Nachbarstadtteils trägt, liegt sie vollständig im Stadtteil Tiergartenbreite)
- Peter-Pan-Schule (Förderschule Schwerpunkt Geistige Entwicklung)

## Kultur und Sehenswürdigkeiten

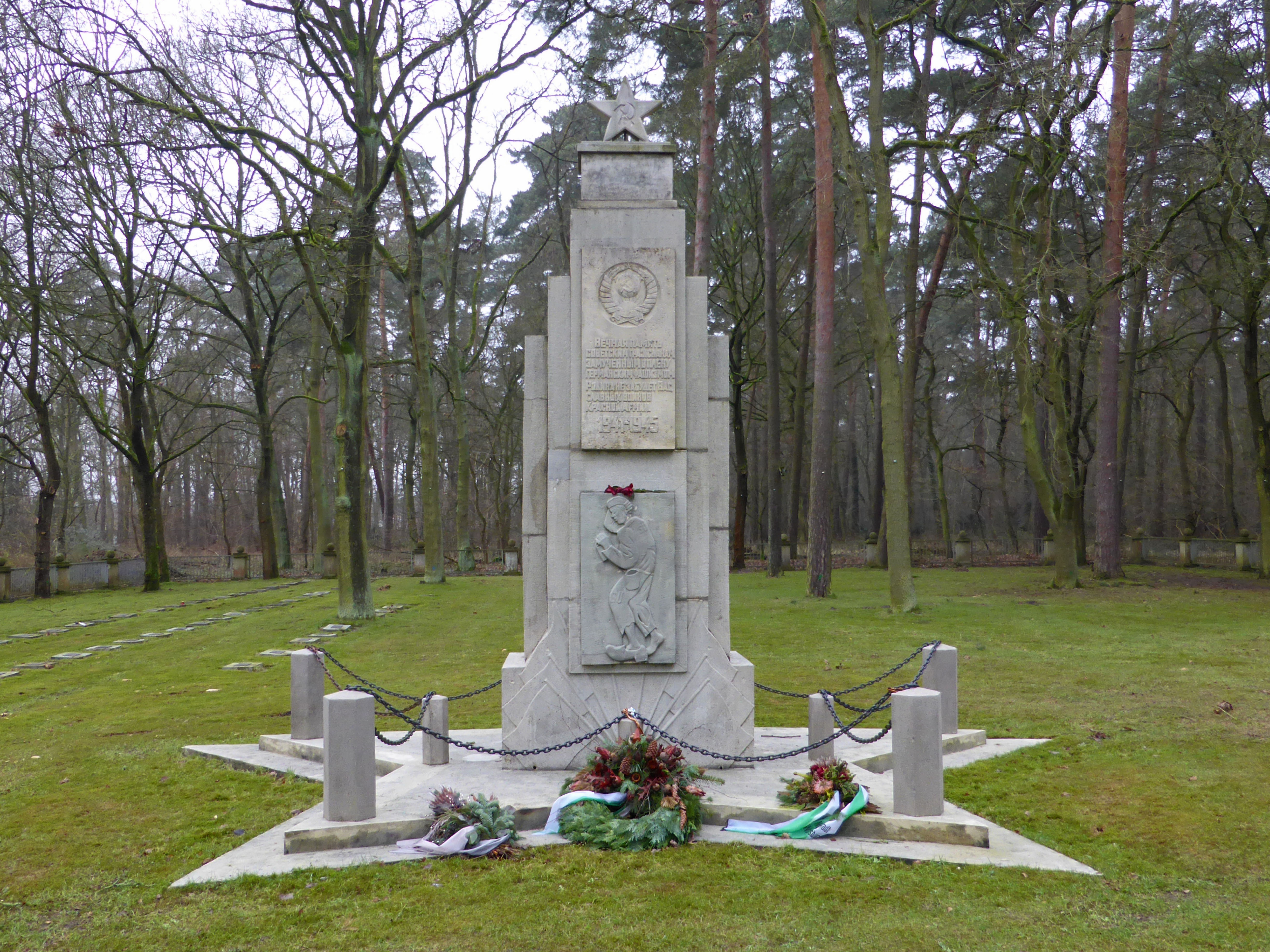
Sowjetisches Ehrenmal in der Gedenkstätte für die Opfer der nationalsozialistischen Gewaltherrschaft

- Waldfriedhof: Parkähnlich angelegter Friedhof aus der Zeit um 1943, unter anderem mit Grabstätten von Hugo Bork, Carl Horst Hahn, Heinrich Nordhoff, Krzysztof Nowak und Folker Weißgerber
- Gedenkstätte für die Opfer der nationalsozialistischen Gewaltherrschaft mit Denkmal für verstorbene sowjetische Kriegsgefangene von 1947
- Gedenkkreuz von 1995 an 27 sowjetische Kriegsgefangene im Wald nördlich des Stadtteils, die Ende 1941 dort begraben wurden[14]
- Gedenkstein für die Wüstung Klein Kästorf.